# Aardbeving Managua 1972

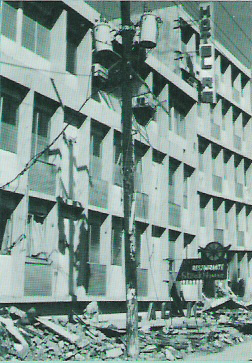

Op 23 december 1972 werd Managua, de hoofdstad van Nicaragua, getroffen door een aardbeving met een kracht van 6,3 op de schaal van Richter. Na de aardbeving braken branden uit. Bij deze ramp kwamen tussen de 4.000 en 7.000 mensen en mogelijk tot 12.000 mensen om het leven. Er waren ook tot 60.000 gewonden en 80% van de gebouwen in de stad werd beschadigd.
Er werden verschillende schokken gemeten, waarvan de zwaarste een kracht had van 6,3 op de schaal van Richter. Managua ligt op een breuklijn en in een gebied met verschillende vulkanen. Eerder werd de stad ook al getroffen door aardbevingen.
In de dagen na de aardbeving kwam het tot plunderingen. Op 27 en 28 december schoot de nationale garde acht plunderaars dood. Er kwam internationale hulp in de vorm van noodhulp en van financiële steun voor de wederopbouw. Er werd nagedacht of de stad op een minder aardbevingsgevoelige plaats moest worden heropgebouwd. Uiteindelijk kwam er weinig initiatief vanwege de overheid en verdween veel van het geld bedoeld voor de wederopbouw door corruptie. Dit leidde tot brede kritiek op het regime van president Somoza.